# Watt danh nghĩa
Watt danh nghĩa được sử dụng để đơn giản hóa việc đo lường hiệu suất của loa.
Trở kháng của loa thay đổi theo tần số. Điều này có nghĩa là nếu các âm sóng sin khác nhau được đưa vào loa ở cùng một điện áp (hoặc cùng dòng điện), thì lượng điện năng tiêu thụ sẽ thay đổi.
Theo quy ước, loa được thiết kế để tạo ra cùng một mức áp suất âm thanh (SPL) tại bộ nghe cho cùng một điện áp ở các tần số khác nhau - bất kể sự thay đổi của công suất điện. Điều này cho phép sử dụng loa với bộ khuếch đại điện tử có trở kháng bên trong thấp và đáp ứng tần số phẳng được thực hiện cho hệ thống khuếch đại/loa kết hợp.
Tuy nhiên, một bộ khuếch đại có trở kháng bên trong thấp sẽ cung cấp nhiều năng lượng điện đầu ra hơn khi trở kháng tải giảm (cho đến khi các trở kháng trở nên gần khớp). Các mức công suất cao như vậy có thể gây ra thiệt hại cho bộ khuếch đại hoặc nguồn điện của bộ khuếch đại hoặc mạch được kết nối với đầu ra của bộ khuếch đại (bao gồm cả loa).
Do đó, một quy ước bổ sung tồn tại theo đó các nhà sản xuất loa xác định ước tính thận trọng về trở kháng trung bình mà loa sẽ có trong khi phát nhạc thông thường. Đây được gọi là trở kháng danh nghĩa. Do đó, bộ khuếch đại có thể được chỉ định một cách an toàn để vận hành vào một tải có trở kháng danh nghĩa này (hoặc cao hơn, nhưng không thấp hơn).
Các trở kháng danh nghĩa điển hình cho loa bao gồm 4, 6, 8 và 16Ω (ohm), với mức 4Ω là phổ biến nhất trong các loa trong xe hơi và 8Ω là phổ biến nhất ở nơi khác. Loa có trở kháng danh nghĩa 8Ω có thể biểu hiện trở kháng thực tế trong khoảng từ 5 đến 100Ω tùy thuộc vào tần số.
Ở đây, công suất danh định là công suất điện lý thuyết sẽ được chuyển từ bộ khuếch đại sang loa nếu loa thực sự thể hiện trở kháng danh nghĩa của nó. Năng lượng điện thực tế có thể thay đổi từ khoảng hai lần công suất danh nghĩa xuống dưới một phần mười.
Hiệu suất của loa được đo theo công suất danh nghĩa để mô phỏng tình huống được nêu ở trên nơi sử dụng bộ khuếch đại trở kháng bên trong thấp với loa. Quy ước là cung cấp một watt danh nghĩa trong quá trình thử nghiệm. Nếu trở kháng danh nghĩa là 4 ohms, điện áp sẽ là 2 volt. Nếu trở kháng danh nghĩa là 8Ω, điện áp sẽ là 2,83 volt.